# Guma (Abjasia)
Guma (en georgiano: გუმა; en abjasio: Гәма; en armenio: Գումա) es un pueblo que pertenece a la parcialmente reconocida República de Abjasia, parte del distrito de Sujumi, aunque de iure pertenece al municipio de Sojumi de la República Autónoma de Abjasia de Georgia.

## Toponimia
Entre los años 1881-1943 se conoció como Mijailovskoye (en georgiano: მიხაილოვსკოე), y entre 1943 y 1996 fue conocido como Shroma (en georgiano: შრომა; en armenio: Շրոմա). 

## Geografía
Guma se encuentra cerca de la confluencia de afluentes que forma el río Guma y está situado a 23 km al norte de Sujumi. Limita con la región montañosa derivada del Gran Cáucaso en el norte, Zemo Eshera en el oeste, Odishi y Dziguta en el este; y Tavisupleba en el sur. Las aldeas de Adzibzhara, Ajalsheni, Mtiskalta, Ochubure, Sateve, Shubara y Tsumuri están bajo la administración del pueblo.
En los alrededores del pueblo se halla la cueva de Gumi, una cueva de origen kárstico desarrollada en la piedra caliza con tres galerías de longitudes 90, 17 y 45 m respectivamente. 

## Historia
Durante la Edad Media, se construyó una iglesia dedicada a Juan Crisóstomo alrededor de la aldea de Kamani (quien murió en 407 en un pueblo con un nombre similar en Turquía).
La gran mayoría de la población nativa abjasia de la región histórica de Guma, los abjasios guma, fue expulsada en el Muhayir o genocidio circasiano que ocurrió tras la guerra ruso-circasiana. Poco tiempo después llegaron familias armenias aquí procedentes de Trebisonda, en la actual Turquía, alrededor de 1894. Su nombre cambió a Mijailovskoye en honor a Miguel (Mijáil) Románov, hijo del zar ruso Alejandro III. 
En la era soviética, Guma se convirtió prácticamente en un pueblo de mayoría georgiana. En 1949, los griegos del pueblo fueron deportados a Kazajistán y la mayoría georgiana aumentó por la llegada de colonos del oeste de Georgia. Los habitantes se dedican al cultivo de tabaco, maíz, té, jardinería y ganadería. 
Durante la guerra de Abjasia (1992-1993), la mayor parte del pueblo fue incendiado tropas y milicianos abjasios. En la aldea de Kamani se produjo una de las masacres más conocidas de la guerra, la masacre de Kamani, en la que se violó, torturó y asesinó a la población local y a las monjas del recientemente consagrado monasterio de Kamani. Tras la guerra,  la población georgiana abandonó el país y el pueblo quedó casi totalmente despoblado. En la actualmente la mayor parte del pueblo ha quedado sumergido en el bosque.

## Demografía
La evolución demográfica de Guma entre 1959 y 2011 fue la siguiente:
| 223                                                 | 104 | 38 |
| (Fuente: Population of Abkhazia since Soviet times) |     |    |

La población ha disminuido mayormente tras la masacre de Kamani y el final de la guerra, con la huida de la población georgiana en lo que se conoce como limpieza étnica de georgianos en Abjasia. Históricamente y en la actualidad la mayoría de los residentes son armenios.
|              | 2011      | 2011       |
| Grupo étnico | Población | Porcentaje |
| ------------ | --------- | ---------- |
| Georgianos   | 1         | 2,6%       |
| Abjasios     | 0         | 0%         |
| Rusos        | 4         | 10,5%      |
| Armenios     | 33        | 86,8%      |
| Total        | 38        | 100%       |

## Infraestructura

### Arquitectura y monumentos
El pueblo conserva un monasterio ortodoxa, el monasterio de Kamani, una reconstrucción de la década de 1980 sobre las ruinas de la iglesia medieval. Se le ha otorgado el estatus de monumento del patrimonio cultural de Georgia.